# Хабаровский регион Дальневосточной железной дороги

Схема Хабаровского региона

Здание администрации

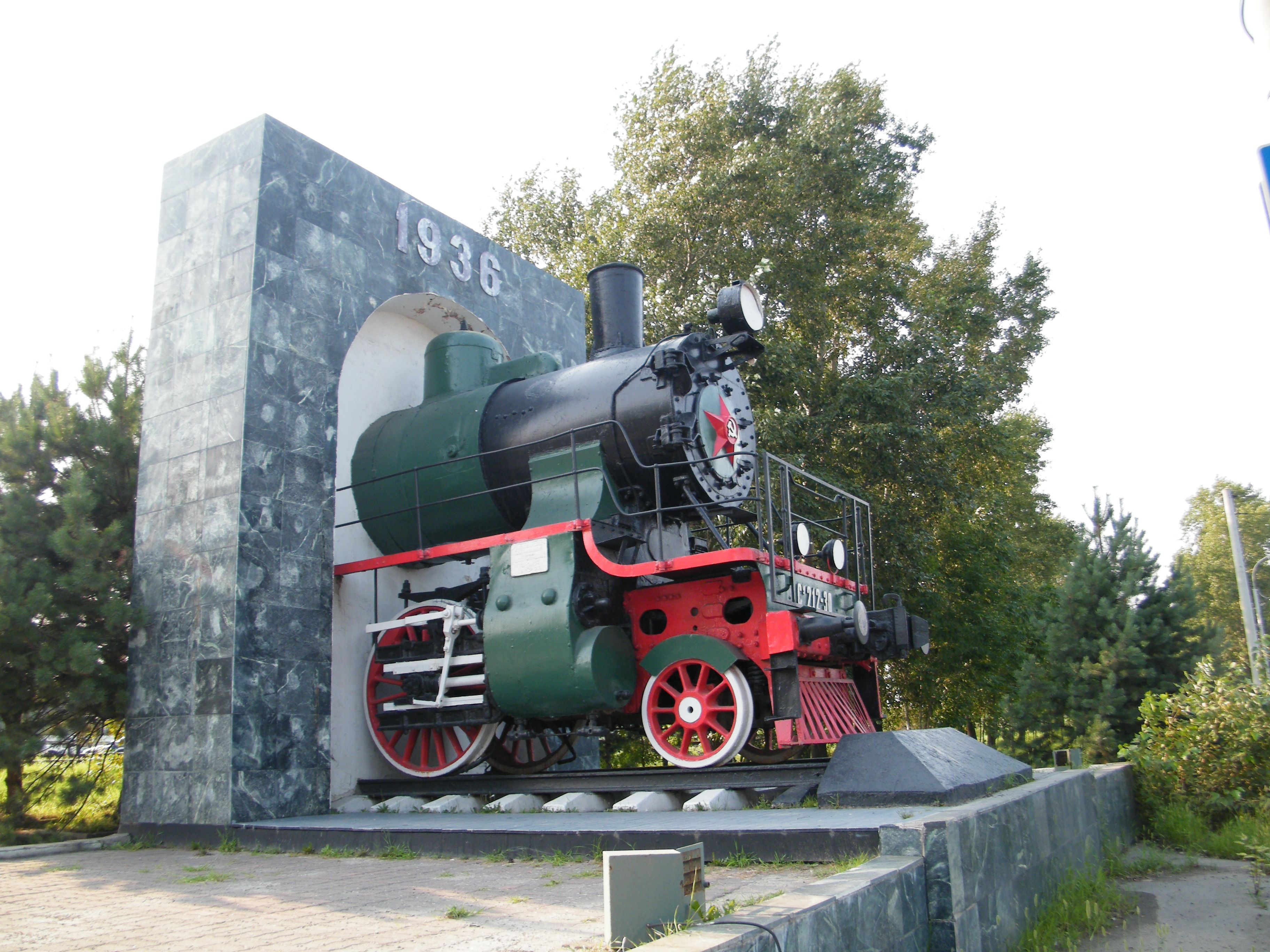
Паровоз-памятник С^{у} 212-30

Хабаровский регион — регион обслуживания Дальневосточной железной дороги, образованный в 2010 году на базе бывшего Хабаровского отделения. Обслуживает территории Еврейской автономной области, юга Хабаровского края и юга Амурской области.

## История
Постановлением Совета Министров СССР от 19 сентября 1946 года № 2143 и приказом МПС № 652/Ц от 23 сентября 1946 года «Об организации отделений железных дороги укрупнении отделений движения, отделений паровозного хозяйства и вагонных участков железных дорог» предписывалось в двухмесячный срок организовать на сети дорог 274 отделения. На ДВЖД согласно приказу МПС значились Облученское, Хабаровское, Бикинское и Комсомольское отделения.

### Границы
В 1953 году было ликвидировано Бикинское отделение дороги, в связи с чем увеличились границы Хабаровского отделения до ст. Бикин (ст. Ин исключая, ст. Бикин вкл.). В 1955 году ст. Волочаевка-2 передана в состав отделения (в марте 1965 года она вновь возвращена Комсомольскому отделению). В 1960 году были объединены Хабаровское и Облученское отделения в Хабаровское отделение дороги: границами отделения стали станции Архара (вкл), Бикин (вкл.), Волочаевка-2 (вкл.) с ветками Известковая — Чегдомын и Биробиджан — Ленинск.
Приказом министра путей сообщения № 26/Ц от 28 июля 1980 года участок Кульдур — Ургал — Чегодомын Хабаровского отделения со всеми техническими устройствами и хозяйственными единицами передан в ведение Байкало-Амурской железной дороги.

### Структура
В 1947 году в составе отделения были следующие хозяйственные единицы: ст. Хабаровск-1, ст. Хабаровск-2, паровозное депо Хабаровск-2, вагонный участок Хабаровск-1, вагонное депо Хабаровск-2, вагонный участок Хабаровск-2, дистанция пути ст. Хабаровск-1, дистанция связи ст. Хабаровск-1, дистанция связи при управлении дороги, жилищно-ремонтная контора на ст. Хабаровск-2, электростанции Хабаровск-2 и Амур. В 1948 году жилищно-ремонтная контора преобразована в Хабаровскую дистанцию зданий и сооружений, а вагонное депо передано в подчинение вагонной службе. В 1956 году дистанция сигнализации и связи при управлении дороги влилась в дистанцию сигнализации и связи ст. Хабаровск-1, вагонный участок Хабаровск-2 объединен с вагонным депо Хабаровск-2, организован участок энергоснабжения, все электростанции, находящиеся на территории отделения, переданы в подчинение энергоучастку ст Хабаровск-1. С 27 марта 1956 года на железнодорожном транспорте упразднены политорганы.
В 1960 году (с присоединнённым Облученским отделением) на отделении стало 33 хозяйственных единицы:
- 4 паровозных депо: Облучье, Хабаровск, Вяземская, Тырма.
- 5 дистанций связи: Облучье, Биробиджан, Хабаровск, Бикин, Тырма.
- 3 вагонных депо: Облучье, Хабаровск-2 и пассажирское Хабаровск-1.
- 8 дистанций пути: Облучье, Биробиджан, Хабаровск-1, Хабаровск-2, Бикин, Тырма, Амур.
- Дистанция защитных лесонасаждений.
- 2 энергоучастка: Облучье, Хабаровск.
- 2 самостоятельных станции: Хабаровск-1 и Хабаровск-2.
- 3 дистанции гражданских сооружений: Облучье, Биробиджан, Хабаровск.
- Путевые ремонтные мастерские на станции Архара.
- Дальневосточная детская железная дорога.

В следующем году ликвидирована Биробиджанская дистанция сигнализация и связи (её участки передаются Облученской и Хабаровской дистанциям), закрывается паровозное депо Тырма (его работа передается в депо Облучье, в Тырме организован пункт подмены локомотивных бригад). С 1 мая 1962 года организована погрузочно-разгрузочная контора на станции Хабаровск-2.
В 1981 году организована механизированная дистанция погрузочно-разгрузочных работ на станции Биробиджан, с 1 января 1987 года она была объединена с Хабаровской дистанцией.
С 1 июля 2010 Хабаровское отделение преобразовано в одноимённый регион в связи с административно-территориальной реформой РЖД.

### Инфраструктура
В 1963 году начата реконструкция железнодорожного вокзала и узла станции Хабаровск-1, в этом же году шла подготовка по переходу региона на тепловозную тягу. 5 июля 1964 года на отделение в паровозное депо Хабаровск-2 прибыл первый тепловоз ТЭ3-4760. В связи с переходом на новый вид тяги были удлинены тяговые плечи, в 1965 году организован ремонт тепловозов в Хабаровском локомотивном депо. В этом же году тепловозы пошли по кольцу Хабаровск — Бикин — Архара — Хабаровск.
Во времена восьмой пятилетки (1966—1970) в регионе проводилась укладка рельсов типа Р-65, произведены реконструкции станции Хабаровск-2 и четной горловины станции Хабаровск-1 с устройством пересечения автодороги и железнодорожных путей в разных уровнях, удлинены приёмо-отправочные пути на 18 станциях дороги, на 14 построена электрическая централизация стрелок и сигналов. Открыт 21 дополнительный раздельный пункт для увеличения пропускной способности участков. В 1966 году сдано в эксплуатацию новое здание вокзала Хабаровск-1.
За годы девятой пятилетки (1971—1975) весь главный ход Архара — Бикин был переведен на автоблокировку, начали поступать и осваиваться новые серии тепловозов 2ТЭ-10Л (для грузового движения) и М62 (пассажирское).
В годы десятой пятилетки (1976—1980) в регионе начались работы по электрификации. В ночь с 29 на 30 декабря было подано напряжение на первый электрифицированный участок отделения Хабаровск-1 — Биробиджан. За пятилетку были удлинены пути на станциях Хабаровск-Пристань, Ин, Бира, Приамурская, Есауловка, расширен грузовой двор станции Хабаровск-2, на станции Бикин построен пункт экипировки рефрижераторных поездов, установлены приборы ПОНАБ на крупных станциях.
В 1981—1985 годах (одиннадцатая пятилетка) продолжены работы по электрификации участка Бира — Архара. В связи с электрификацией в регион пришли электровозы ВЛ80С, ВЛ80Т и ВЛ60К. В 1982—1983 годах проведена техническая подготовка станций к внедрению автоматизированной системы оперативного управления перевозками (АСОУП), в 1983—1985 годах система была внедрена на станциях Архара, Облучье, Известковая, Бира, Биробиджан, Ин, Хабаровск-2, Вяземская, Бикин. В 1983 построено по титулу электрификации новое здание бывшего управления отделения дороги.
В 1986—1990 годах были закончены работы по третьей тормозной позиции на ст. Хабаровск-2, введены в эксплуатацию вокзалы на станциях Верено, Приамурская. Организовано пригородное движение электропоездов в летний период на участке Хабаровск-2 — Хабаровск-1 — Волочаевка-2. В 1990 году закончено строительство Рачинского тоннеля.
В 1991—1995 годах продолжены работы по электрификации участка Хабаровск — Бикин, установлены приборы ДИСК-Б (обнаружение нагрева букс без остановки поезда). В 1991 году начато строительство нового двухпутного Тарманчуканского тоннеля, в 1992 году начата грандиозная реконструкция моста через Амур с совмещением железнодорожного и автомобильного движения. С 1993 года началась укладка железобетонных шпал на главных и приёмоотправочных путях в пределах станций.

## Характеристика
- Эксплуатационная длина главных путей — 826,5 км (в 2006 году)[3].
- Развернутая длина пути — 1582 км (в 2006 году)[3].
- 59 станций[3]:
  - 2 внеклассные (пассажирская Хабаровск-1 и сортировочная Хабаровск-2);
  - 5 грузовых (Биробиджан-2, Корфовская, Хор, Приамурская и Бикин);
  - 2 участковые (Известковая и Облучье);
  - остальные — промежуточные станции.
- 11 тоннелей, в их числе тоннель под Амуром (7,2 км), Тарманчуканский тоннель (2 км) и Лагар-Аульские тоннели (1,3 км).
- мостовые переходы через реки Амур (2600 м), Хор (400 м), Бира (350 м) и Архара (320 м).

В составе отделения по состоянию на 2009 год находятся предприятия:
- 5 дистанций пути: Облученская (ПЧ-1), Биробиджанская (ПЧ-2), 5-я (Хабаровск-1) и 6-я (Хабаровск-2) Хабаровские дистанции пути, Бикинская (ПЧ-7).
- 2 самостоятельных станции: Хабаровск-1 и Хабаровск-2.
- 3 локомотивных депо: Облучье, Хабаровск и Вяземская.
- Дальневосточная детская железная дорога.

### Границы
С запада граничит с Забайкальской железной дорогой по станции примыкания Архара, с востока граничило с Владивостокским регионом ДВЖД по станции Звеневая (исключая), с севера граничит с Комсомольским регионом ДВЖД по станциям Известковая (включая) и Волочаевка-2 (исключая). Однопутный 125-километровый участок Биробиджан — Ленинск выводит к пограничному переходу с КНР.

## Руководители
Начальниками Хабаровского региона являлись:
- 16 октября 1946 по 23 июля 1948 года — Павлович Б. А.
- по 1 сентября 1953 года — Зикеев Б. И.
- по 27 сентября 1956 года — Смирнов В. П.
- по 29 апреля 1965 года — Кувшинов Л. Н.
- до 10 января 1969 года — Погребной А. К.
- с 13 мая 1969 года до 17 августа 1970 года — Фоменков И. С.
- с 18 сентября 1970 года по 1 октября 1973 года — Годлевский Р. Ю.
- по 30 октября 1978 года — Ленба Э. К.
- по 9 апреля 1980 года — Писарский А. И.
- до 15 августа 1984 года — Поддубный Г. Н.
- с 3 октября 1984 года по 23 апреля 1990 года — Масловский А. П.
- по 24 января 2000 года — Заиченко М. М.
- до 28 мая 2001 года — Захаров В. С.
- с 13 августа 2001 года по 24 июня 2004 года — Гладилин А. В.
- с 14 июля 2004 года по 18 марта 2005 года — Тишкин С. В.
- с 17 августа 2005 года по 1 февраля 2010 года — Нехаев П. Е.
- с 25 февраля 2010 года и до 1 июля 2010 года — Караев А. С.